# گاد ماخنس
گاد ماخنس (به انگلیسی: Gad Machnes) مدافع اهل اسرائیل است که از سال ۱۹۷۸ تا ۱۹۸۵ میلادی عضو تیم ملی فوتبال اسرائیل بوده و در ۲۱ بازی ملی حضور داشته است. گاد ماخنس توانسته در بازی‌های ملی، ۱ گل به ثمر برساند.